# Бяла Вода (Плевенська область)
Бя́ла Вода́ (болг. Бяла вода) — село в Плевенській області Болгарії. Входить до складу общини Белене.

## Населення
За даними перепису населення 2011 року у селі проживали 336 осіб, з них 284 особи (99,0%) — болгари.
Розподіл населення за віком у 2011 році:
Динаміка населення: